# Isòtops del sodi
Hi ha 13 isòtops reconeguts del sodi. 23Na és l'únic isòtop estable. Per tant, es considera un element monoisotòpic i té una massa atòmica estàndard: 22.98976928(2) u. El sodi té dos isòtops radioactius cosmogènics (22Na, període de semidesintegració = 2.605 anys; i 24Na, període de semidesintegració ≈ 15 hores).
L'exposició a la radiació neutrònica aguda (per exemple d'un accident de criticitat nuclear) converteix alguns dels 23Na estables en plasma sanguini humà a 24Na. Mesurant la concentració d'aquest isòtop, es pot computar la dosi de radiació neutrònica.
22Na és un isòtop emissor de positrons amb un període de semidesintegració remarcablement llarg. S'usa per crear objectes test i punts font per a tomografia per emissió de positrons.

## Taula
| símbol del núclid | Z(p)                | N(n)                | massa isotòpica (u) | Període de semidesintegració | Espín nuclear | Composició isotòpica representativa (fracció molar) | Rang de variació natural (fracció molar) |
| símbol del núclid | Energia d'excitació | Energia d'excitació | Energia d'excitació | Període de semidesintegració | Espín nuclear | Composició isotòpica representativa (fracció molar) | Rang de variació natural (fracció molar) |
| ----------------- | ------------------- | ------------------- | ------------------- | ---------------------------- | ------------- | --------------------------------------------------- | ---------------------------------------- |
| 18Na              | 11                  | 7                   | 18.02597(5)         | 1.3(4)E-21 s                 | (1-)#         |                                                     |                                          |
| 19Na              | 11                  | 8                   | 19.013877(13)       | <40 ns                       | (5/2+)#       |                                                     |                                          |
| 20Na              | 11                  | 9                   | 20.007351(7)        | 447.9(23) ms                 | 2+            |                                                     |                                          |
| 21Na              | 11                  | 10                  | 20.9976552(8)       | 22.49(4) s                   | 3/2+          |                                                     |                                          |
| 22Na              | 11                  | 11                  | 21.9944364(4)       | 2.6027(10) yr                | 3+            |                                                     |                                          |
| 22mNa             | 583.03(9) keV       | 583.03(9) keV       | 583.03(9) keV       | 244(6) ns                    | 1+            |                                                     |                                          |
| 23Na              | 11                  | 12                  | 22.9897692809(29)   | STABLE                       | 3/2+          | 1.0000                                              |                                          |
| 24Na              | 11                  | 13                  | 23.99096278(8)      | 14.9590(12) h                | 4+            |                                                     |                                          |
| 24mNa             | 472.207(9) keV      | 472.207(9) keV      | 472.207(9) keV      | 20.20(7) ms                  | 1+            |                                                     |                                          |
| 25Na              | 11                  | 14                  | 24.9899540(13)      | 59.1(6) s                    | 5/2+          |                                                     |                                          |
| 26Na              | 11                  | 15                  | 25.992633(6)        | 1.077(5) s                   | 3+            |                                                     |                                          |
| 27Na              | 11                  | 16                  | 26.994077(4)        | 301(6) ms                    | 5/2+          |                                                     |                                          |
| 28Na              | 11                  | 17                  | 27.998938(14)       | 30.5(4) ms                   | 1+            |                                                     |                                          |
| 29Na              | 11                  | 18                  | 29.002861(14)       | 44.9(12) ms                  | 3/2(+#)       |                                                     |                                          |
| ³⁰Na              | 11                  | 19                  | 30.008976(27)       | 48.4(17) ms                  | 2+            |                                                     |                                          |
| 31Na              | 11                  | 20                  | 31.01359(23)        | 17.0(4) ms                   | (3/2+)        |                                                     |                                          |
| ³²Na              | 11                  | 21                  | 32.02047(38)        | 12.9(7) ms                   | (3-,4-)       |                                                     |                                          |
| 33Na              | 11                  | 22                  | 33.02672(94)        | 8.2(2) ms                    | 3/2+#         |                                                     |                                          |
| 34Na              | 11                  | 23                  | 34.03517(96)#       | 5.5(10) ms                   | 1+            |                                                     |                                          |
| 35Na              | 11                  | 24                  | 35.04249(102)#      | 1.5(5) ms                    | 3/2+#         |                                                     |                                          |
| 36Na              | 11                  | 25                  | 36.05148(102)#      | <260 ns                      |               |                                                     |                                          |
| 37Na              | 11                  | 26                  | 37.05934(103)#      | 1# ms [>1.5 µs]              | 3/2+#         |                                                     |                                          |